# The Sunshine Boys
The Sunshine Boys är en teaterpjäs av Neil Simon om den påhittade vaudeville-duon Lewis och Clark som jobbat ihop i fyrtio år och nu ska återförenas efter nästan tjugo års tystnad. Pjäsen återger en del av Simons ungdomsminnen av vaudeville-eran. Pjäsen hade premiär på Broadway 1972 med Jack Albertson och Sam Levene och filmades 1975 med George Burns och Walter Matthau.
Simon anses ha haft vaudevillekomikerna Smith & Dale i tankarna när han skrev sin komedi. Smith & Dale uppträdde 43 år tillsammans och slutade först 1953. Hela tiden spelade de i stort sett samma läkarsketch. Den ena av paret levde fortfarande när Simons pjäs kom på Broadway, men sägs inte ha uppskattat den.
The Sunshine Boys fick svensk premiär på Göteborgs stadsteater 1974 i regi av Herman Ahlsell. Översättning gjordes av Uno ”Myggan” Ericson. Ahlsell satte även upp pjäsen på Malmö Stadsteater 1976.
1996 spelades pjäsen under titeln Solskenspojkarna, först på Intiman i Stockholm och sedermera också på Lorensbergsteatern i Göteborg och Nöjesteatern i Malmö. Hans Alfredson hade översatt och bearbetat manus överflyttat pjäsen till svenska förhållanden och förankrat den i femtiotalets revytradition. Alfredson spelade den ena huvudrollen mot Gunnar Hellström i den andra. Regisserade gjorde Hans Klinga.
Drygt tio år senare gjordes ännu en uppsättning av pjäsen, nu under titeln Muntergökarna med återförenade radarparet Magnus Härenstam och Brasse Brännström. Brännström hade också översatt och bearbetat pjäsen. För regi svarade Bjarni Haukur Thorsson. Henrik Dorsin medverkade i en liten roll som regissör. Föreställningen spelades på Chinateatern i Stockholm.
Vid sidan av den klassiska filmatiseringen med Burns och Matthau gjorde Hallmark en tv-film 1997 med Woody Allen som Lewis och Peter Falk som Clark. Neil Simon bearbetade om pjäsen för att passa tv-formatet och bytt kön på en roll - han gjorde systersonen Ben Clark till systerdottern Nancy Clark som gjordes av Sarah Jessica Parker.